# Callitomis syntomoides
Callitomis syntomoides är en fjärilsart som beskrevs av Butler 1876. Callitomis syntomoides ingår i släktet Callitomis och familjen björnspinnare. Inga underarter finns listade i Catalogue of Life.